# Muzeum fonografů v Kanazawě
Muzeum fonografů Kanazawě (japonsky 金沢蓄音器館 ) je muzeum fonografů v Kanazawě v prefektuře Išikawa v centrálním Japonsku.

## Dějiny
Historie muzea začala Hirošiem Jókaičijou (八日市屋浩志), který v Kanazawě před druhou světovou válkou vlastnil obchod s fonografy. Popularita fonografů se postupně začala vytrácet. Jókaičiva sbíral fonografy od 70. let dvacátého století. Rozbité fonografy vždy opravil, než je přidal do svých sbírek. Jakmile jeho sbírky dosáhly 540 typů fonografů a 20 tisíc záznamů SP, daroval je úřadům města Kanazawa a následně v roce 2001 bylo otevřeno Muzeum fonografů Kanazawě, kde byly vystaveny jeho sbírky. Hiroši Jókaičija zemřel v roce 2003 a muzeum provozuje jeho nejstarší syn Norijuki Jókaičija, který nadále hledá a obnovuje fonografy.

## Architektura
Muzeum sídlí ve třípodlažní budově s hudebním obchodem v přízemí. Muzeum je postaveno z červených cihel a navrženo ve starém místním architektonickém stylu.

## Výstavy
Muzeum má ve své sbírce 240 fonografů a 20 tisíc záznamů SP z 19. až 20. století, které se většinou stále dají používat a na ukázku hrají třikrát denně od 11. hodin, dále ve 14 a v 16 hodin, pokaždé 30 minut. Některé z pozoruhodných fonografů ve sbírce jsou Edison Amberola Model 30, Edison Diamond Disc, Columbia Viva-Tonal „Portable“, Victor Credenza Console, HMV Model 194 1927, EMG Expert Senior 1935 a Brunswick 1925. Představuje historii fonografů od doby vynálezu Thomasem Edisonem v roce 1877. Průvodce sbírkami je v japonštině a s brožurami v angličtině. Je také vybaveno pianolou, která hraje každou neděli v 10:30, 13:30 a 15:30 místního času, a která byla postavena v Bostonu ve Spojených státech v roce 1927. Návštěvníci mohou hrát na některé z nástrojů.

## Činnosti
Muzeum také pravidelně pořádá hudební koncerty a praktické kurzy.

## Přeprava
Muzeum je přístupné v docházkové vzdálenosti od autobusové zastávky číslo 7, která odjíždí z nádraží v Kanazawě společnosti West Japan Railway Company.

## Galerie

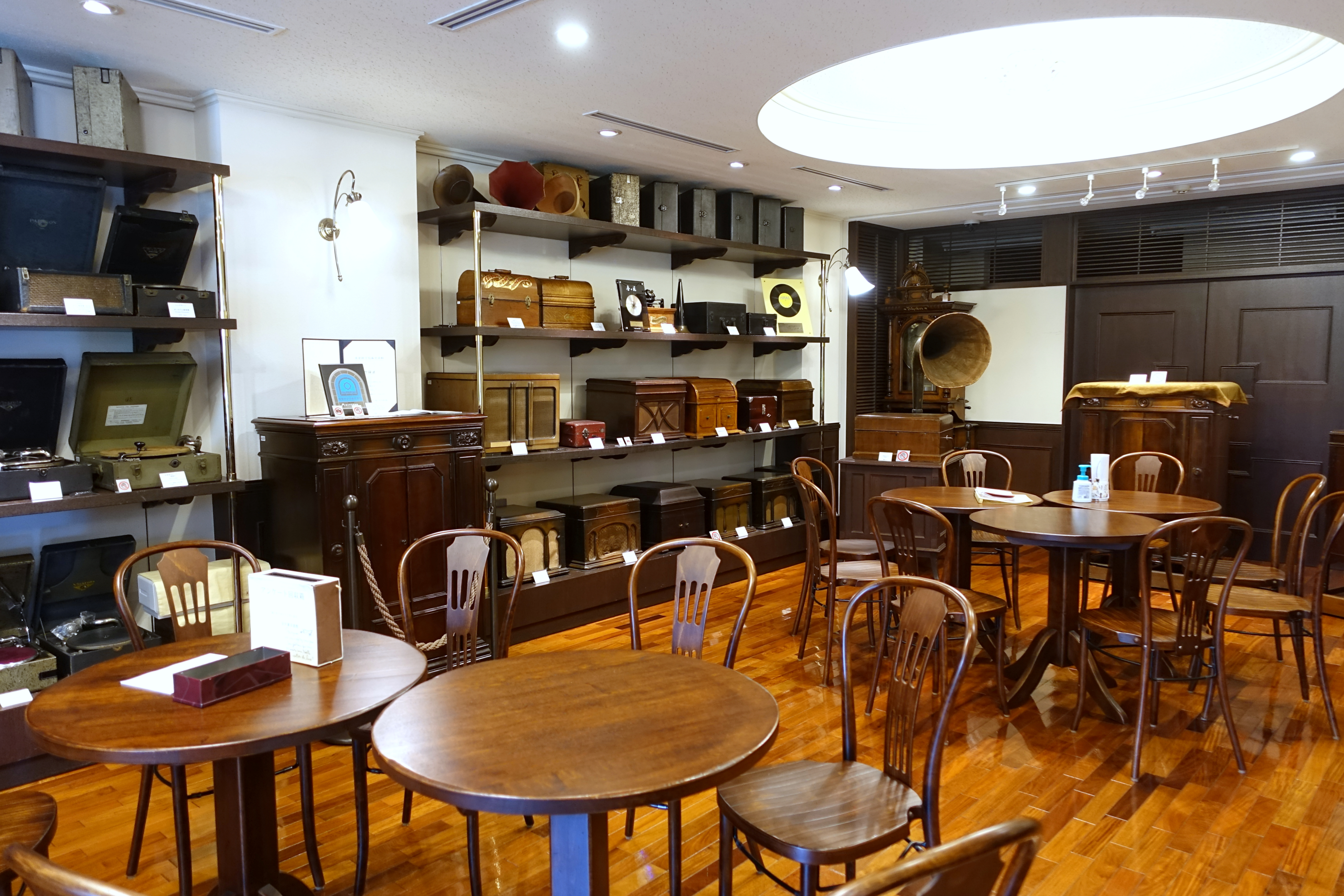
Interiér muzea
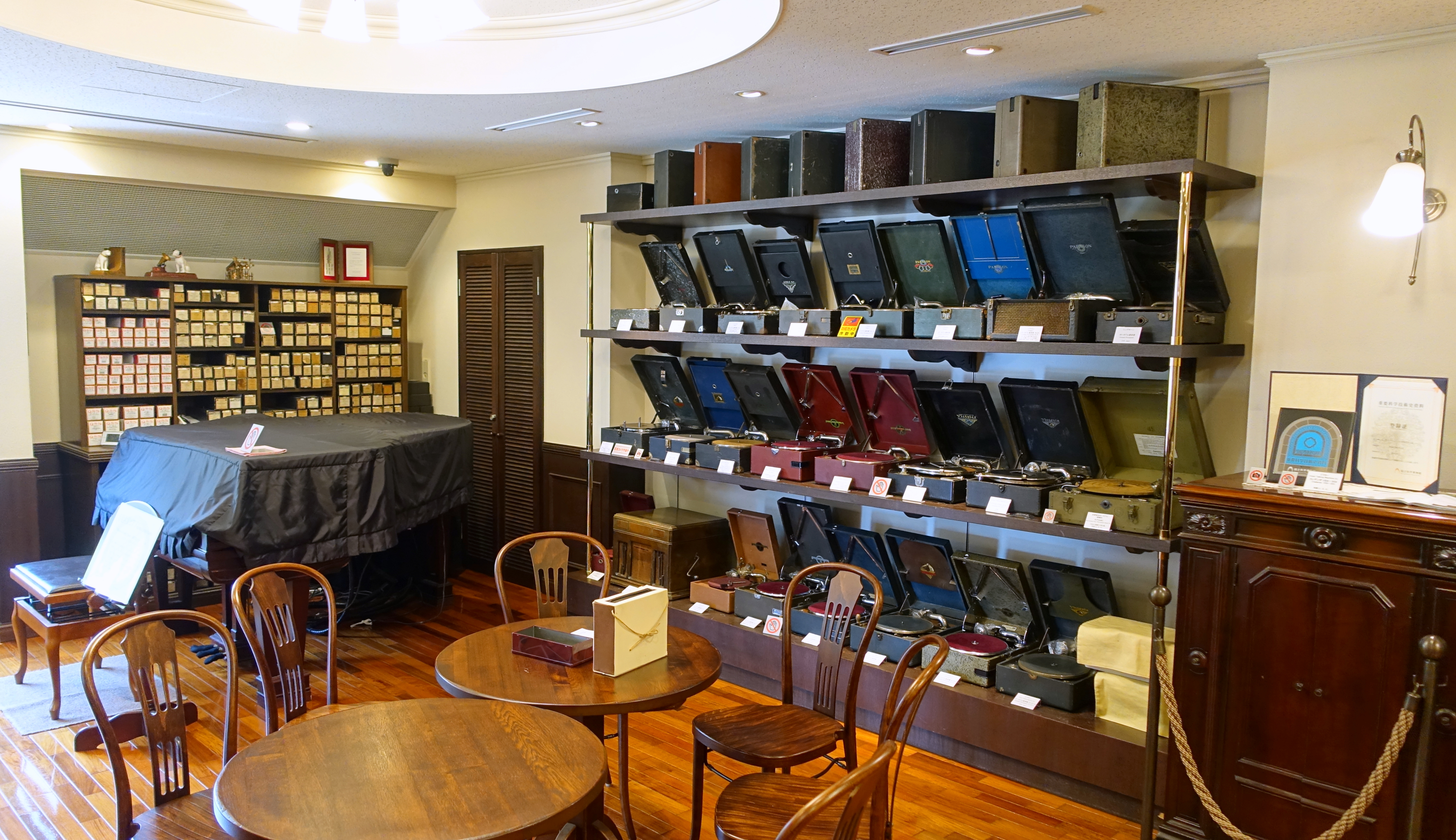
Interiér muzea
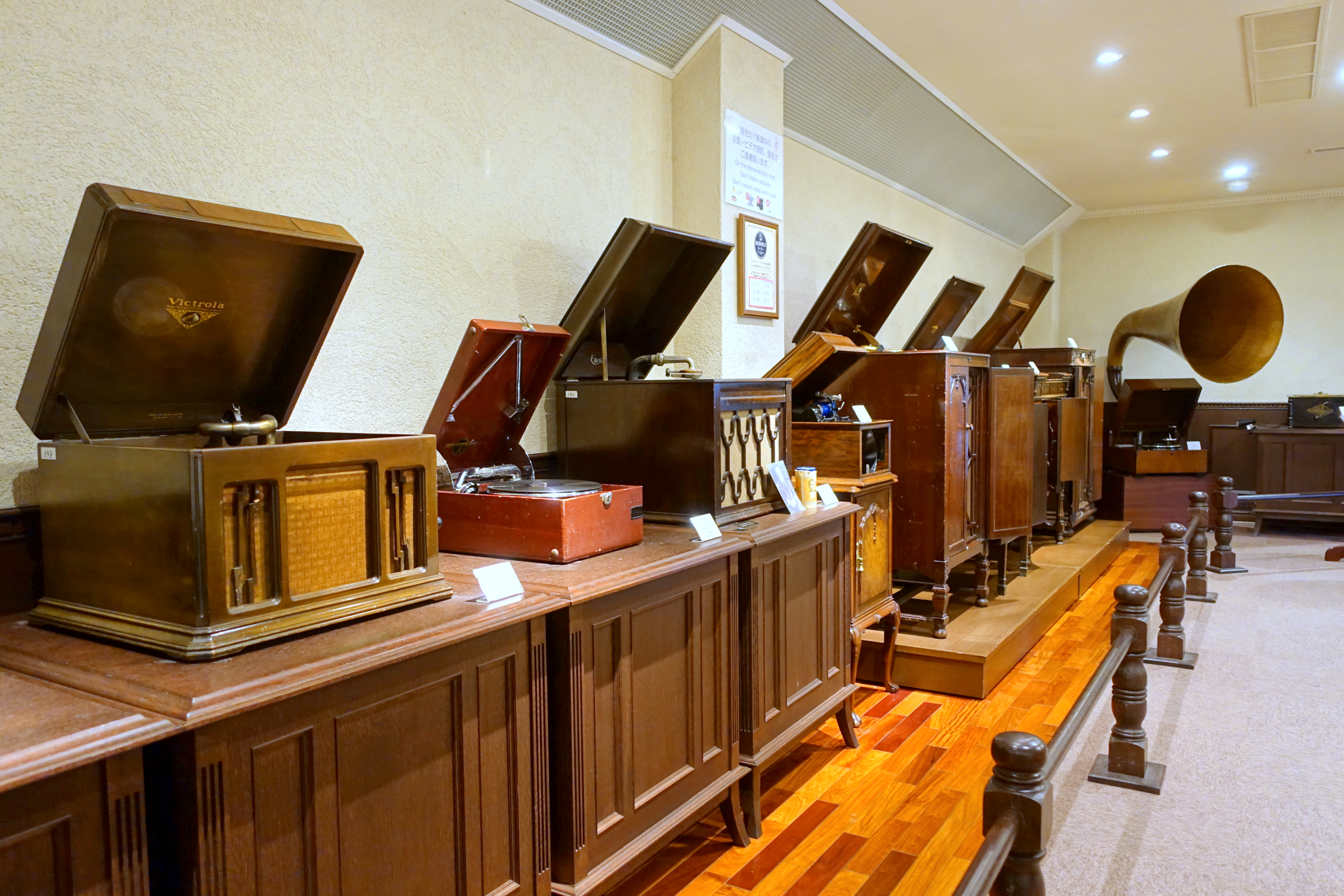
Interiér muzea
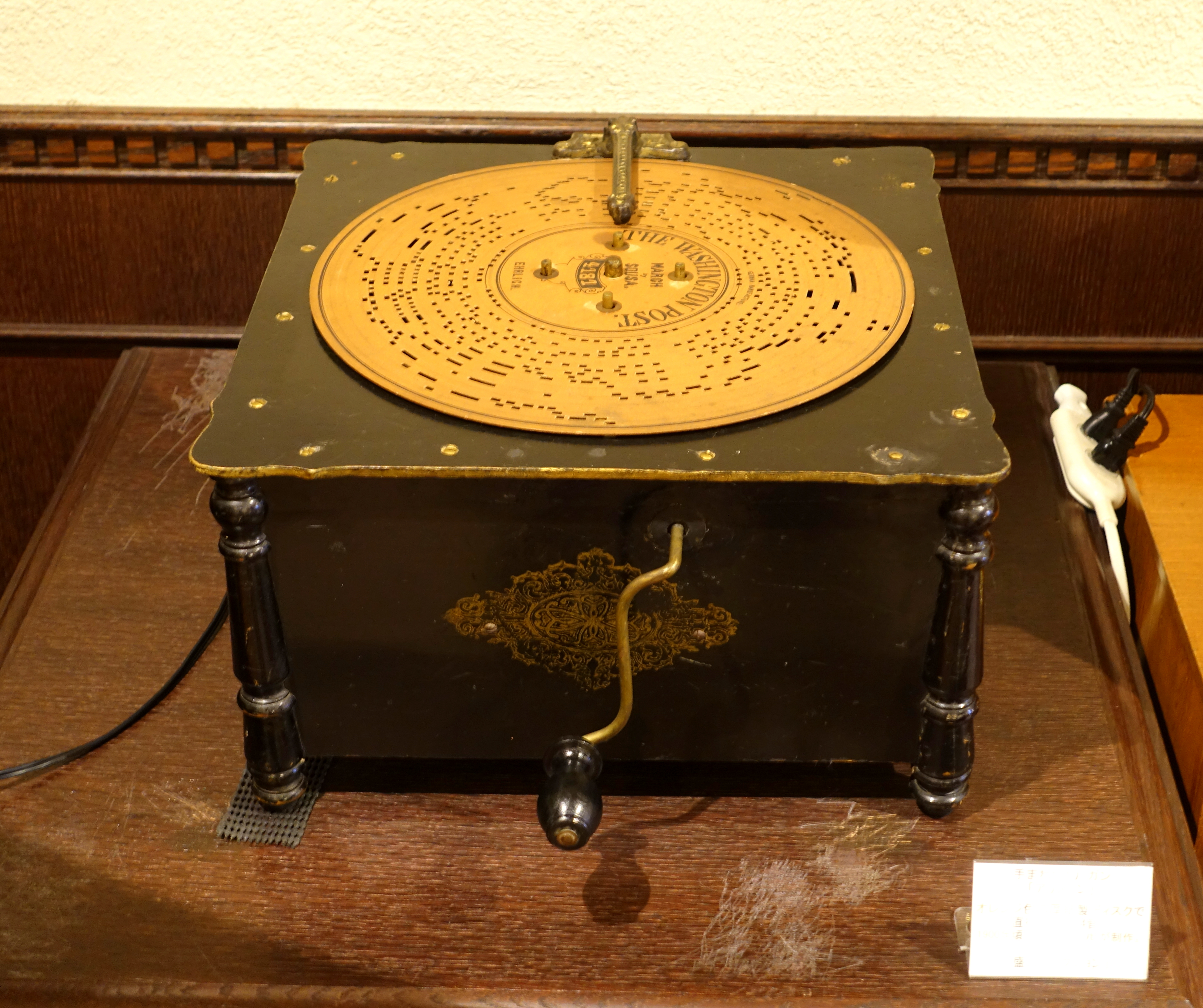
Music box, 1900
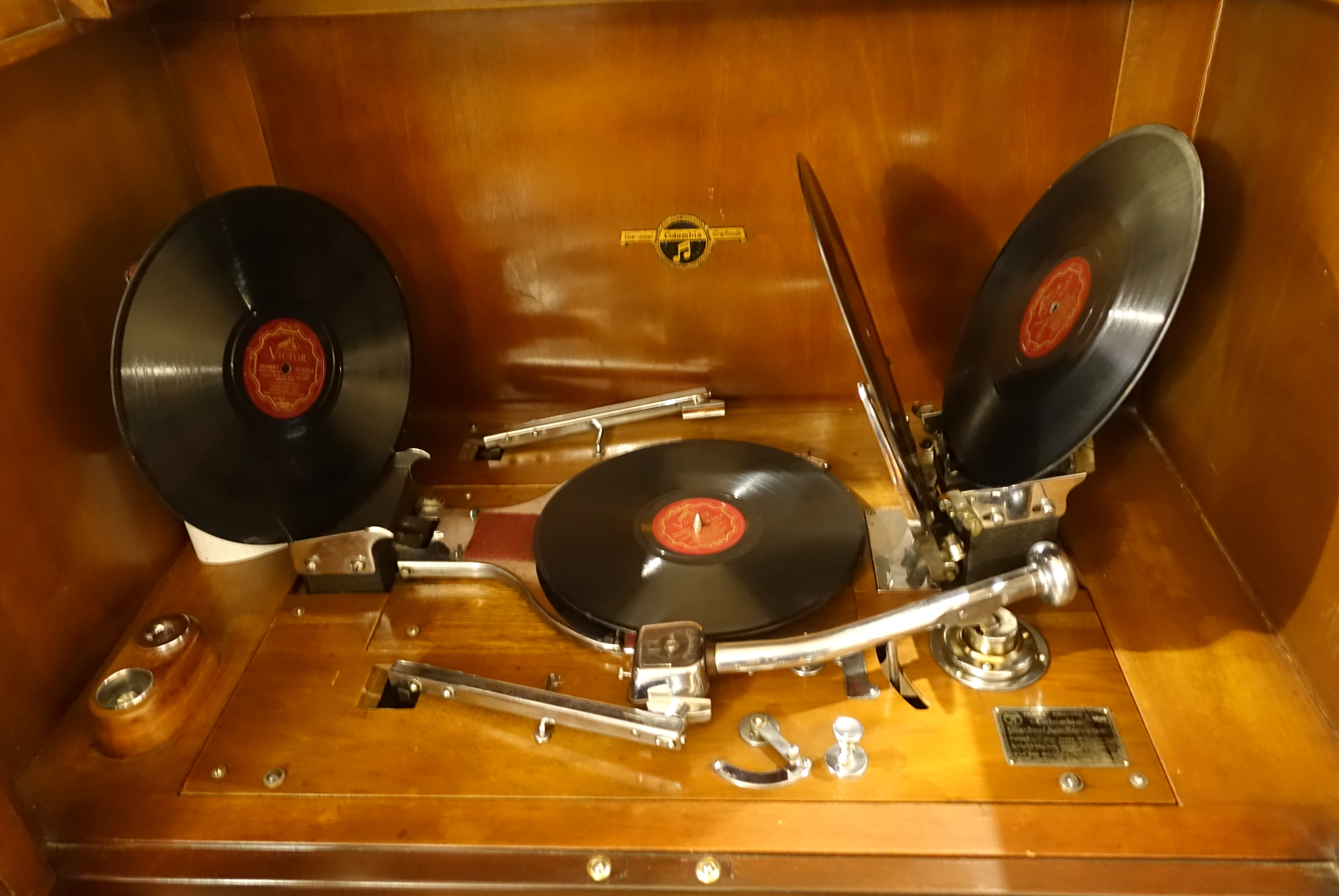
Automatický měnič desek
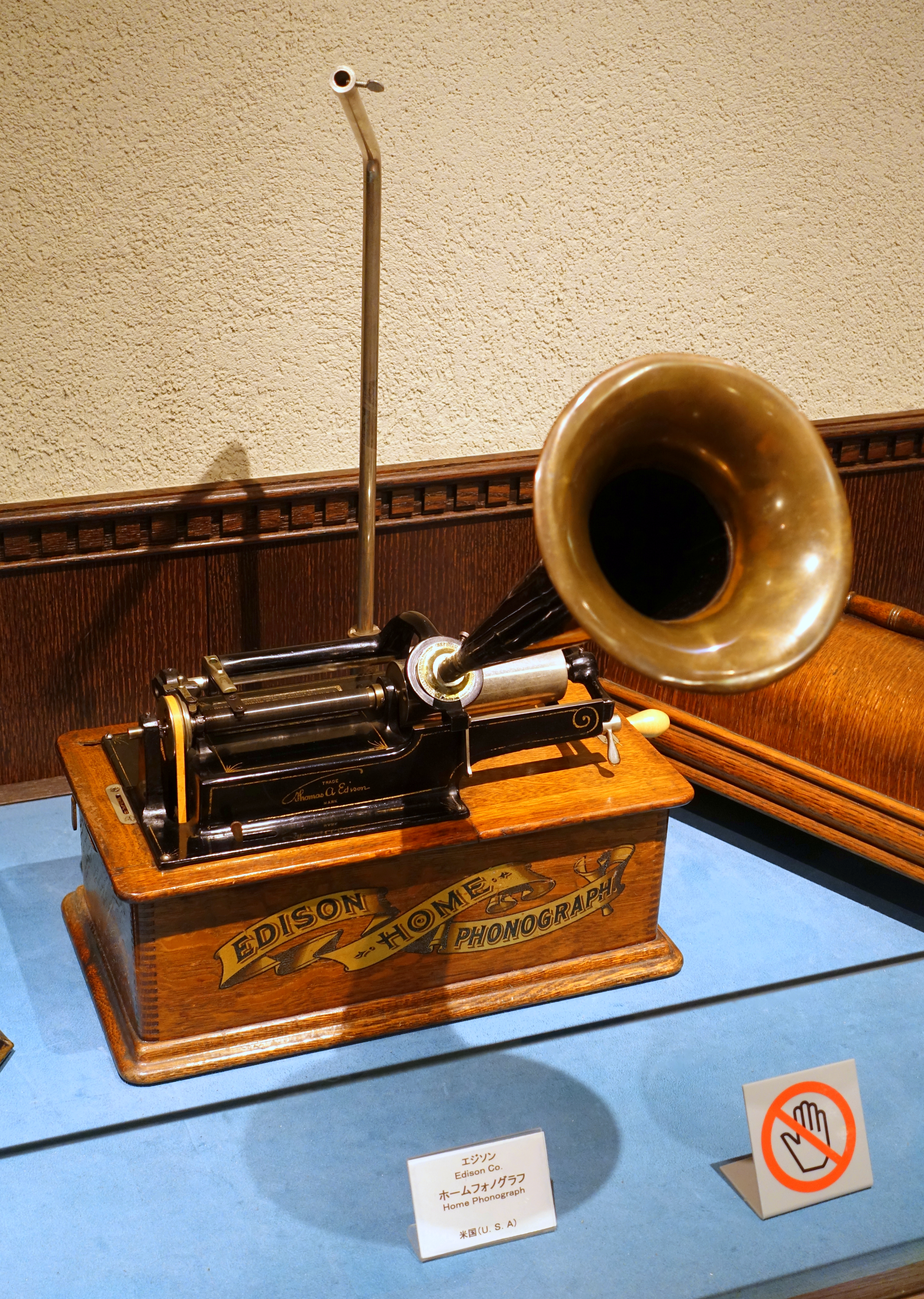
Edisonův fonograf